# Championnat d'Italie féminin de football de deuxième division
Le championnat d'Italie de football féminin de deuxième division couramment appelé Serie B Femminile est le deuxième niveau du football féminin en Italie.

## Histoire
La Serie B est fondée en 1970 et comprend six groupes de quatre équipes. En 1973 elle passe à cinq groupes de 10 équipes.
En 2002, le deuxième niveau est renommé Série A2 (la Serie B devient la 3e division), le championnat se joue avec une seule poule avec 12 équipes. En 2004, il passe à deux poules de 12 équipes, et en 2011 à quatre poules de 14 équipes.
En 2013, la deuxième division retrouve son nom d'origine, la Serie B et reste avec 4 poules de 14 équipes.
À partir de la saison 2018-2019, la Serie B devient une poule unique à douze équipes.

## Formule
Au cours des saisons 2018-2019 et 2019-2020, les 12 équipes participantes jouent avec des matchs à domicile et à l'extérieur pour un total de 22 journées. Les deux meilleures équipes sont promues en Serie A. Les équipes terminant aux deux dernières positions sont directement reléguées en Serie C. Les équipes classées à la neuvième et à la dixième place jouent un match de barrage, sur terrain neutre, en un seul match, contre les deux équipes de troisième division qui ont perdu les barrages de promotion pour deux places supplémentaires en Serie B.
Au cours de la saison 2020-2021, le nombre d'équipes participantes a été augmenté à 14, le nombre de promotions en Serie A est resté à deux, tandis que les quatre dernières équipes sont reléguées en Serie C. La saison suivante le nombre de relégations passe à trois équipes et seul le champion est promu. En 2022-2023, le vice-champion joue un match de barrage contre l'avant dernier de Serie A pour la promotion, le championnat passe à 16 équipes.
Au cours de la saison 2024-2025, le championnat comprendra trois promotions en Serie A et trois relégations en Serie C, de sorte que lors de la saison 2025-2026, le nombre d'équipes participantes tombera à 14.

## Palmarès
Liste des champions de deuxième division à partir de 2003.
Serie A2 :
- 2002-2003 : Vallassinese
- 2003-2004 : Atletico Oristano, Vigor Senigallia
- 2004-2005 : Atalanta, Matese Bojano
- 2005-2006 : Porto Mantovano, ACF Firenze
- 2006-2007 : Riozzese, Trento
- 2007-2008 : Venezia 1984, Roma CF
- 2008-2009 : Brescia, Lazio CF
- 2009-2010 : Mozzanica, Upea Orlandia 97
- 2010-2011 : ACF Milan, Riviera di Romagna
- 2011-2012 : Fortitudo Mozzecane, Pordenone Calcio
- 2012-2013 : Scalese, Valpo Pedemonte

Serie B :
- 2013-14 : Cuneo , Orobica , San Zaccaria, Pink Sport Time
- 2014-15 : Luserna, Südtirol, Vittorio Veneto, Acese
- 2015-16 : Côme 2000, EDP Jesina, Cuneo, Chieti
- 2016-17 : Empoli, Pink Sport Time, Reggiana/Sassuolo, Valpolicella
- 2017-18 : Florentia SG, Orobica

Serie B poule unique :
- 2018-19 : Inter Milan
- 2019-20 : Naples
- 2020-21 : Lazio
- 2021-22 : Côme
- 2022-23 : Naples
- 2023-24 : Lazio